# Alpen-Wiesenvögelchen

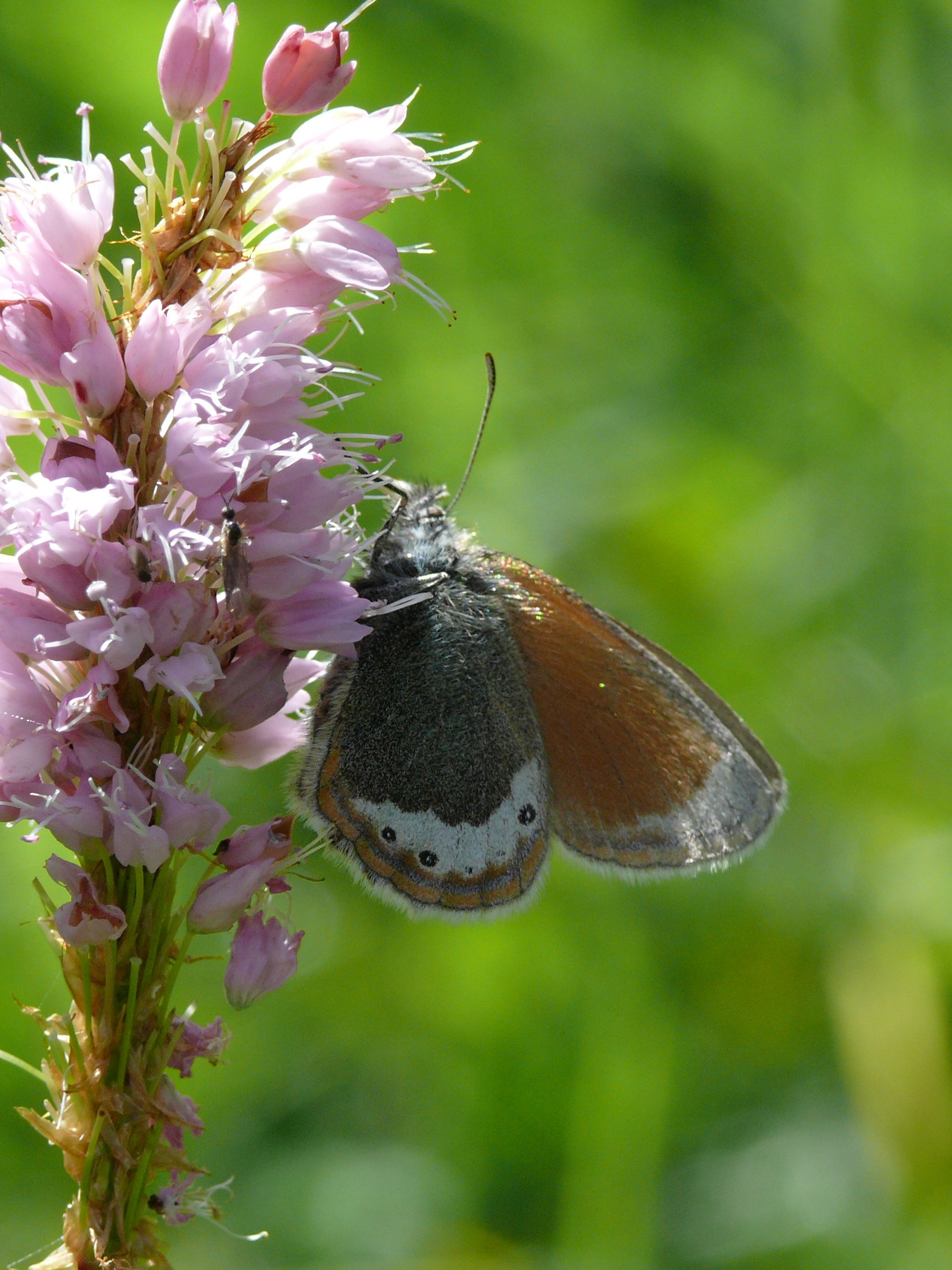
Coenonympha gardetta gardetta mit stark reduzierten Augenflecken

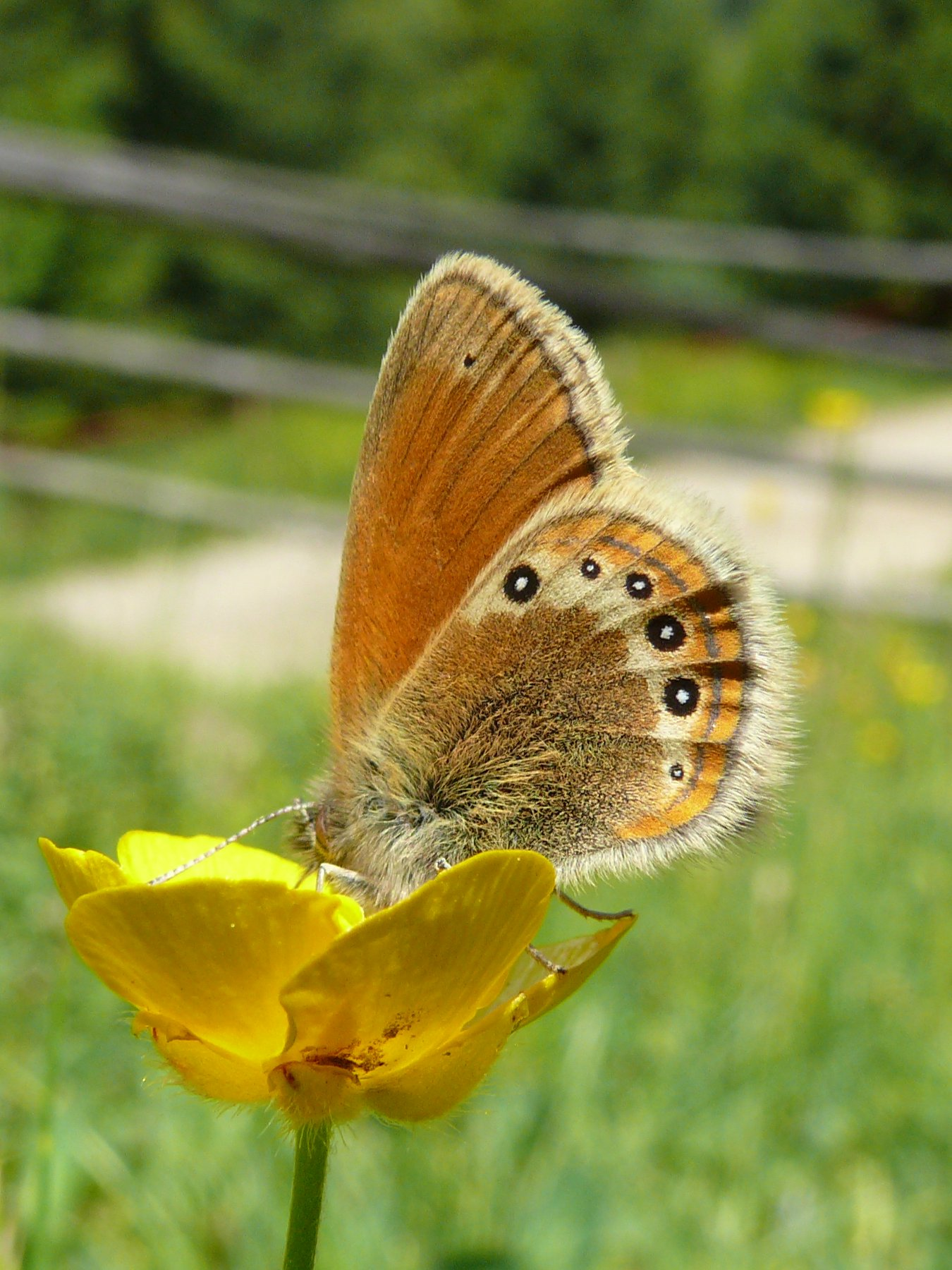
Coenonympha gardetta darwiniana

Das Alpen-Wiesenvögelchen oder der Alpen-Heufalter (Coenonympha gardetta) ist ein Schmetterling (Tagfalter) aus der Familie der Edelfalter (Nymphalidae). Es bildet zusammen mit dem Weißbindigen Wiesenvögelchen (Coenonympha arcania) die Superspecies Coenonympha (arcania) arcania.

## Merkmale
Die Falter erreichen eine Vorderflügellänge von 15 bis 16 Millimetern. Ihre Flügeloberseiten sind graubraun gefärbt, die Vorderflügel sind oft im Diskus heller braun gefärbt. Die Vorderflügelunterseiten sind lohfarben und am Außenrand grau. Die Hinterflügelunterseiten sind graubraun, die Postdiskalregion wird von einer breiten, weißen Binde dominiert, deren basaler Rand mehrfach und klein gelappt ist, im Gegensatz zum Weißbindigen Wiesenvögelchen, dessen Rand eine deutliche Zahnzacke aufweist. In dieser Binde sitzen außen bis zu sechs sehr unterschiedlich große, weiß gekernte, schwarze Augenflecken, die nur bei der Unterart darwiniana (Darwins Heufalter) schwach umrandet sind. Teilweise sind die Augenflecken stark reduziert oder nur angedeutet. Bei C. gardetta f. macrophthalmica sind diese deutlich größer und fast gleich groß. Die unteren fünf von ihnen, falls vorhanden, sitzen Richtung Außenrand und werden meist von der Binde umflossen, der vorderste am Flügelvorderrand befindet sich näher am Diskus, berührt diesen aber im Gegensatz zum Weißbindigen Wießenvögelchen nicht und wird stattdessen noch von der weißen Binde umflossen. Bei der Unterart darwiniana berührt dieser Augenfleck oft den Bindenrand. Zwischen der Augenfleckenreihe und dem Flügelrand verlaufen eine metallische glänzende und eine orangefarbene Linie. Die Unterseiten der Vorderflügel sind lohfarben und am Außenrand und an der Flügelspitze grau. Bei C. gardetta darwiniana ist der graue Bereich oft stark reduziert. Auf ihnen befindet sich nahe den Flügelspitzen oft je ein weiterer kleiner schwarzer Augenfleck. Die Flügelränder sind cremefarben gefranst.

### Ähnliche Arten
- Weißbindiges Wiesenvögelchen (Coenonympha arcania)
- Coenonympha orientalis
- Wald-Wiesenvögelchen (Coenonympha hero)
- Rotbraunes Wiesenvögelchen (Coenonympha glycerion)

## Vorkommen
Coenonympha gardetta kommt parapatrisch mit Coenonympha arcania vor, die meist nur bis 800 Meter Höhe vorkommt. Nur in warmen südlichen Alpentälern ist sie auch bis auf 1300 Meter zu finden. In den Pyrenäen, wo Coenonympha gardetta nicht vorkommt, steigt C. arcania bis 1700 Meter hoch. Die Nominatform C. gardetta gardetta ist in den Alpen zwischen 1500 Meter und 2400 Meter Höhe zu finden. Die Unterart C. gardetta darwiniana fliegt etwas tiefer zwischen 1200 und 2000 Metern in den Westalpen im Tessin, vom Lago Maggiore im Süden bis zum Gotthardpass im Norden. Die westliche Verbreitung reicht bis zum Simplonpass und Macugnaga. Vereinzelt tritt die Unterart auch weiter östlich auf. Im Süden gibt es ein weiteres Verbreitungsgebiet in den Seealpen und den Département Alpes-de-Haute-Provence (früher Basses Alpes („Niedere Alpen“)). C. gardetta lecerfi lebt isoliert in Zentralfrankreich in den Monts du Forez und steigt bis 1300 Meter ab.

## Lebensweise
Die Falter sitzen mit geschlossenen Flügeln meist auf kahlen oder steinigen sonnigen Stellen. Dazu richten sie ihre Flügelunterseiten direkt zur Sonne und sitzen dadurch sehr schräg. Nur morgens oder bei schlechtem Wetter sitzen sie im Gras oder auf Blättern an Büschen.

### Flugzeit
Die Tiere fliegen jährlich in einer Generation von Juli bis August.

### Nahrung der Raupen
Die Nahrungspflanzen sind verschiedene Gräser wie etwa Deutsches Weidelgras (Lolium perenne) und Italienisches Raygras (Lolium multiflorum).

## Entwicklung
Über die Entwicklung der Präimaginalstadien ist nichts bekannt.

## Systematik
Die Art wurde 1798 von Leonardo de Prunner anhand eines Falters aus dem Val Varaita in Italien, das zwischen 976 und 1600 Meter über dem Meer liegt, erstbeschrieben.
Coenonympha gardetta ist nicht klar von Coenonympha arcania differenziert, C. arcania bildet in manchen Gebieten fruchtbare Hybride mit der Unterart C. gardetta darwiniana, etwa am Passo di Colle (Lago Maggiore) und am Col de Larche (ital. Colle della Maddalena), wo es eine etwa 10 Kilometer breite Übergangszone gibt. Die Unterarten C. gardetta darwiniana und C. gardetta gardetta bilden an Übergangszonen ebenfalls Hybride. Von manchen Autoren wird auch Coenonympha orientalis als Unterart von gardetta und darwiniana als eigene Art betrachtet.

### Unterarten
- C. gardetta gardetta (Prunner), 1798, Alpen
- C. gardetta lecerfi (De Lesse), 1910, Forez, Frankreich
- C. gardetta darwiniana (Darwins Heufalter) (Staudinger), 1871, Tessin, verbreitet vom Lago Maggiore im Süden bis zum Gotthardpass im Norden. Die Verbreitung reicht bis zum Simplonpass und Macugnaga im Westen.

### Formen
Aufgrund der variablen Erscheinung der Falter wurden verschiedene Formen beschrieben, die heute in der Systematik keine Rolle mehr spielen:
- C. gardetta f. epiphilea (Rebel) ist eine Mischform aus C. gardetta gardetta und C. gardetta darwiniana. Bei einzelnen Tieren fehlt der dritte Ring und der zweite ist nur angedeutet.
- C. gardetta f. philea (Hübner) etwas kleiner als epiphilea und aus Kärnten beschrieben.
- C. gardetta f. carnica (Nitsche) hat einfach geringte Ozellen, der Holotypus stammt von der Valentinalpe in Kärnten.
- C. gardetta f. macrophthalmica (Galvagni), 1906, östliche Alpen, Karawanken, die Augenflecken sind deutlich größer und ungefähr gleich groß.

### Synonyme
- C. philea Hübner 1800
- C. satyrion Esper 1804
- C. neoclides Hübner 1805